# Hansa Yogendra

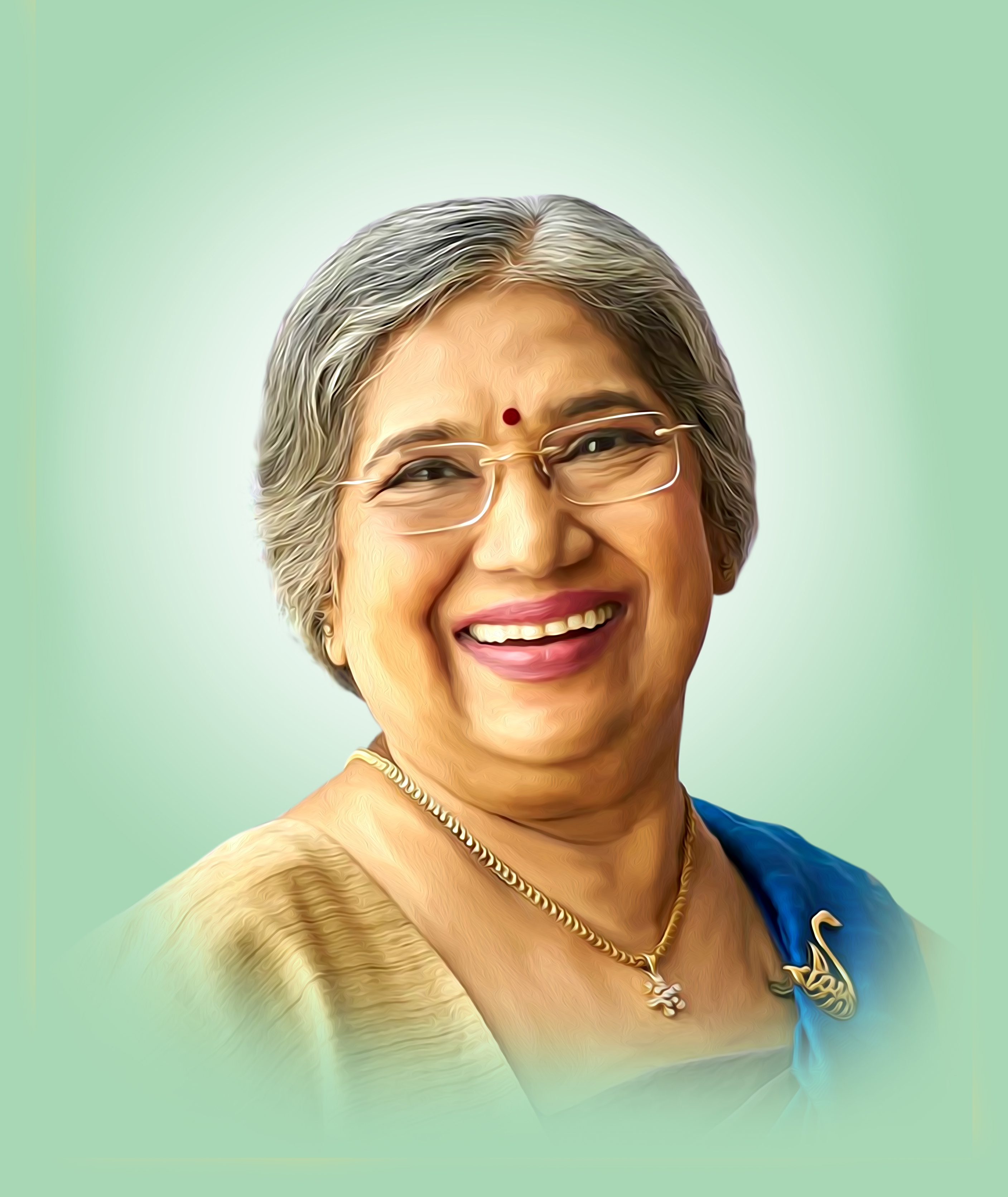
Hansa Yogendra

Hansa Yogendra (Hindi: हंसा योगेन्द्र; * 8. Oktober 1947) ist ein indischer Yoga-Gurvi, Autorin, Forscherin und Fernsehpersönlichkeit. Sie ist die Direktorin des Yoga Institute, Mumbai, das von ihrem Schwiegervater Sri Yogendra gegründet wurde.

## Leben
Sie wurde in eine Jainfamilie geboren. Der Name ihres Vaters ist Jitendra Phulchand Patni und der Name ihrer Mutter ist Tara Patni. Sie heiratete Jayadeva Yogendra im Jahr 1973.

## Karriere
Sie ist Vorsitzende des Yoga-Zertifizierungsausschusses des Quality Council of India und Präsidentin des International Board of Yoga. Sie ist Vizepräsidentin der Indian Yoga Association.
Sie war Moderatorin der Fernsehserie Yoga for Better Living, die in den 1980er Jahren auf DD National ausgestrahlt wurde.

## Werke (Auswahl)
- Yoga Daily Planner - Heart Care, (1990). ISBN 978-8185053318
- Yogic Life-Cure of Asthma and Bronchitis, (1992). ISBN 978-8185053325
- Pregnancy, Parenthood and Yoga, (1991). ISBN  978-8185053257
- Yoga for Back and Joint disorders, (1997). ISBN 978-8185053363
- Recipes For Happiness:Yogic lifestyle diet, (2002). ISBN 978-8185053561
- Yogic Life-Control of Diabetes, (1992). ISBN 81-85053-33-2
- Yoga of Caring, (1997). ISBN 978-8185053370
- Marriage A Spiritual Journey, (2010). ISBN 978-81-85053-80-6
- Insights through Yoga, (2000). ISBN  978-8185053530
- Swadhaya Practical Tips—For self-development, (2007). ISBN 978-81-85053-78-3
- Yoga for the Police - Tanmanachya Swasthya Sathi, (2011). ISBN 978-81-85053-82-0
- Yoga of Caring, (2015). ISBN 978-93-84670-04-7
- Yoga Sutra of Patanjali, (2009). ISBN 978-81-85053-79-0
- How to Reverse Heart Disease the Yogic Way-Research, Facts and Program, (2004). ISBN 978-8185053660
- Values of Life, (2005). ISBN 978-81-85053-76-9
- Growing with Yoga, (2008). ISBN 978-8185053448
- Yoga for All: Discovering the True Essence of Yoga, (2018). ISBN 978-9353040857